# Arciprestazgo de San Martín de Valdeiglesias
El Arciprestazgo de San Martín de Valdeiglesias, es un arciprestazgo español que está bajo la jurisdicción del Obispado de Getafe y está compuesto por las siguientes parroquias:
| Población                   | Parroquia                                  |
| --------------------------- | ------------------------------------------ |
| Cadalso de los Vidrios      | Iglesia de la Asunción de Nuestra Señora   |
| Colmenar del Arroyo         | Iglesia de Nuestra Señora de la Asunción   |
| Chapinería                  | Iglesia de la Concepción de Nuestra Señora |
| Pelayos de la Presa         | Iglesia de Nuestra Señora de la Asunción   |
| Cenicientos                 | Iglesia de San Esteban de la Encina        |
| Navas del Rey               | Iglesia de San Eugenio                     |
| Rozas de Puerto Real        | Iglesia de San Juan Bautista               |
| San Martín de Valdeiglesias | Iglesia de San Martín Obispo               |